# Franco Colomba
Franco Colomba (Grosseto, 6 febbraio 1955) è un ex calciatore e allenatore di calcio italiano, di ruolo centrocampista.

## Biografia
Nato a Grosseto da genitori di origini calabresi, precisamente di Oriolo. Abita a Bologna da quando aveva 5 anni. Ha un figlio, Davide Colomba, ex calciatore.

## Carriera

### Giocatore

Colomba (a destra) in azione al Bologna nel 1974, alle prese con lo juventino Cuccureddu

Inizia la sua carriera con la maglia del Bologna dalle giovanili, facendo la trafila a partire dal NAGC nel 1966, debuttando in Serie A nella stagione 1973-1974. Dopo due esperienze in prestito in B con Modena e Sambenedettese, rispettivamente nel 1975 e 1976, torna alla compagine felsinea, giocando con continuità fino al 1983 (17 anni totali nel Bologna). Nel 1981 raggiunge la convocazione in Nazionale A, senza tuttavia mai debuttarvi.
Passato all'Avellino, in massima serie, nel 1983, gioca cinque stagioni in serie A. Termina la carriera tornando al Modena nel 1990, vincendo il campionato di serie C1 dopo aver giocato due stagioni con la maglia dei canarini.
Viene squalificato 3 mesi dalla Commissione Disciplinare della Lega Nazionale Professionisti, sentenza confermata in appello, perché coinvolto nello Scandalo italiano del calcioscommesse del 1980. 
In carriera ha totalizzato complessivamente 271 presenze e 18 reti in Serie A e 89 presenze e 4 reti in Serie B.

### Allenatore

#### Esordi
Inizia ad allenare nel 1990 gli allievi del Modena, sua ultima squadra da calciatore, e nel 1992 per un anno la squadra Primavera della SPAL.
La prima vera panchina arriva nel 1993 quando allena in Serie C2 l'Olbia, raggiungendo il terzo posto (i play-off in C2 furono istituiti l'anno successivo) e il Novara, con cui raggiunge e perde le semifinali dei play-off. 

#### Salernitana, Reggina e parentesi Vicenza
Il 1º luglio 1995 viene ingaggiato dalla Salernitana in serie B e sfiora la promozione in A chiudendo il campionato al 5º posto in classifica. Viene esonerato il 26 gennaio 1997. Il 1º luglio guida la Reggina, in serie B. Lascia il club il 30 giugno 1998, per passare il giorno seguente in massima serie con il L.R. Vicenza, e viene esonerato dopo la diciannovesima giornata il 1º febbraio 1999. Torna alla Reggina, appena promossa in serie A, nell'arco temporale che va dal 1º luglio 1999 al 30 giugno 2002, raggiungendo la salvezza la prima stagione con la valorizzazione di giovani calciatori quali Bruno Cirillo, Mohammed Kallon, Roberto Baronio, Andrea Pirlo, Francesco Cozza, Giovanni Morabito, Davide Possanzini e Erjon Bogdani. Il successivo massimo campionato vede la squadra dello Stretto protagonista in negativo con una miniserie di 1 punto in 10 partite, e subire la retrocessione al termine di un doppio spareggio (1-0 per i veneti al Bentegodi; 2-1 per i calabresi al Granillo ) contro l'Hellas Verona. Nel 2002, confermato alla guida della squadra in serie B, riporta la Reggina in A dopo una stagione.

#### Napoli e ritorno alla Reggina
Dal 14 giugno 2002 guida il Napoli, viene esonerato il 15 dicembre. Ritorna al club partenopeo l'11 marzo 2003 e conquista la salvezza. Torna per la terza volta alla Reggina il 1º luglio 2003, e dopo sole 10 giornate viene esonerato il 30 novembre 2003, a causa dei risultati ottenuti, valutati non in linea con le potenzialità dell'organico.

#### Livorno, Avellino e Cagliari
Il 1º luglio 2004 viene chiamato alla guida del Livorno, dove viene esonerato l'11 gennaio 2005 dal presidente amaranto Spinelli dopo aver perso 4-2 a Torino con la Juventus, per far posto a Roberto Donadoni. L'anno successivo è alla guida dell'Avellino, in serie B e sua ex squadra da calciatore. Retrocederà dopo i play-out con l'Albinoleffe. Il 17 dicembre 2006 subentra a Marco Giampaolo alla guida del Cagliari nella massima serie. Dopo 7 punti in 8 partite il presidente Massimo Cellino lo esonera il 26 febbraio 2007, a soli 72 giorni dall'inizio dell'esperienza di Colomba sulla panchina del Cagliari e poche ore dopo aver dichiarato alla stampa di voler dare fiducia al tecnico Giampaolo.

#### Verona e Ascoli
Il 1º luglio 2007, Colomba è chiamato ad allenare il Verona in Serie C1, venendo esonerato l'8 ottobre 2007, a causa degli scarsi risultati conseguiti (3 punti in 8 giornate) che vedono la compagine scaligera navigare in zona retrocessione. Al suo posto viene chiamato il tecnico della primavera Davide Pellegrini.
Il 7 dicembre 2008 firma un contratto con l'Ascoli per sostituire l'esonerato Vincenzo Chiarenza in Serie B. All'arrivo del nuovo mister l'Ascoli naviga negli estremi bassifondi della graduatoria. Dopo la vittoria sul Frosinone l'Ascoli viene ripetutamente battuto da quasi tutti gli avversari dell'ultimo mese e mezzo di campionato, a tal punto che solo un pareggio a Treviso e lo sconto sulla penalizzazione della Lega (inizialmente di 2 punti, poi ridotta a 1, a causa di inadempienze finanziarie) permettono alla squadra di salvarsi in extremis all'ultima giornata, grazie anche ai risultati negativi delle dirette concorrenti. Il 4 giugno 2009 l'Ascoli e Colomba comunicano la decisione di non rinnovare il contratto in scadenza.

#### Bologna e Parma
Il 20 ottobre 2009 è chiamato dal Bologna a subentrare all'esonerato Giuseppe Papadopulo e a sedersi sulla panchina della squadra della sua città, in crisi di risultati e nelle ultime posizioni di classifica. Dopo alcune difficoltà, vi è una ripresa nel girone di ritorno ottenendo 18 punti in 9 partite, ma una successiva crisi culminate con 5 sconfitte e un pareggio fa di nuovo precipitare il Bologna in piena zona retrocessione, terminata solo alla penultima giornata con la matematica certezza di rimanere nella massima serie calcistica. Il campionato viene concluso in 17ª posizione, con sette punti di vantaggio sull'Atalanta, terzultima e retrocessa. Nel giugno 2010, con il cambio di proprietà e la nuova gestione Porcedda, Colomba viene inizialmente confermato, per essere poi invece il 29 agosto 2010 esonerato proprio alla vigilia della prima di campionato contro l'Inter..
Il 4 aprile 2011 trova l'accordo fino a giugno 2012 con il Parma, squadra in piena lotta salvezza. Nella prima partita di Colomba, i parmensi esordiscono con una sconfitta in casa della Lazio. La prima vittoria arriva alla seconda partita battendo l'Inter per 2-0. Il pareggio contro il Bologna vale la salvezza matematica con due giornate da anticipo. In 7 partite conquista 14 punti. Il 9 gennaio 2012 è esonerato dal Parma dopo una serie di quattro pareggi (contro Palermo 0-0, Cagliari 0-0, Lecce 3-3, e Catania 3-3) e una sconfitta a San Siro con l'Inter per 5-0. Ha ottenuto 19 punti frutto di 5 vittorie, 4 pareggi e 8 sconfitte.

#### Padova
Il 17 dicembre 2012 assume la guida del Padova subentrando al tecnico Fulvio Pea, firmando un accordo fino al 30 giugno 2013, con opzione di rinnovo in caso di promozione in Serie A. Dopo aver ottenuto risultati altalenanti (in 13 partite ottiene tre vittorie e 14 punti), il 20 marzo 2013 viene esonerato.

#### Pune City e ritorno al Livorno
Il 15 luglio 2014 diventa l'allenatore del club indiano del Pune City.
Il 21 marzo 2016 torna a sedersi per la seconda volta sulla panchina del Livorno dopo l'esperienza del 2004-2005, sostituendo l'esonerato Christian Panucci. Il 16 aprile, dopo la quarta sconfitta consecutiva della sua gestione, per 2-1 contro il Novara, viene esonerato e al suo posto torna Ezio Gelain.

## Statistiche

### Statistiche da allenatore
Statistiche aggiornate al 30 luglio 2022.
| Stagione            | Squadra            | Campionato         | Campionato | Campionato | Campionato | Campionato | Coppe nazionali | Coppe nazionali | Coppe nazionali | Coppe nazionali | Coppe nazionali | Coppe continentali | Coppe continentali | Coppe continentali | Coppe continentali | Coppe continentali | Altre coppe | Altre coppe | Altre coppe | Altre coppe | Altre coppe | Totale | Totale | Totale | Totale | % Vittorie | Piazzamento     |
| Stagione            | Squadra            | Comp               | G          | V          | N          | P          | Comp            | G               | V               | N               | P               | Comp               | G                  | V                  | N                  | P                  | Comp        | G           | V           | N           | P           | G      | V      | N      | P      | %          | Piazzamento     |
| ------------------- | ------------------ | ------------------ | ---------- | ---------- | ---------- | ---------- | --------------- | --------------- | --------------- | --------------- | --------------- | ------------------ | ------------------ | ------------------ | ------------------ | ------------------ | ----------- | ----------- | ----------- | ----------- | ----------- | ------ | ------ | ------ | ------ | ---------- | --------------- |
| 1993-1994           | Olbia              | C2                 | 34         | 14         | 16         | 4          | CI-C            | 4               | 0               | 1               | 3               | -                  | -                  | -                  | -                  | -                  | -           | -           | -           | -           | -           | 38     | 14     | 17     | 7      | 36,84      | 4°              |
| 1994-1995           | Novara             | C2                 | 34+2       | 13         | 16+2       | 5          | CI-C            | 6               | 3               | 2               | 1               | -                  | -                  | -                  | -                  | -                  | -           | -           | -           | -           | -           | 42     | 16     | 20     | 6      | 38,10      | 3°              |
| 1995-1996           | Salernitana        | B                  | 38         | 15         | 13         | 10         | CI              | 1               | 0               | 1               | 0               | -                  | -                  | -                  | -                  | -                  | CAI         | 5           | 1           | 3           | 1           | 44     | 16     | 17     | 11     | 36,36      | 5°              |
| 1996-gen. 1997      | Salernitana        | B                  | 19         | 5          | 6          | 8          | CI              | 1               | 0               | 0               | 1               | -                  | -                  | -                  | -                  | -                  | -           | -           | -           | -           | -           | 20     | 5      | 6      | 9      | 25,00      | Eson.           |
| Totale Salernitana  | Totale Salernitana | Totale Salernitana | 57         | 20         | 19         | 18         |                 | 2               | 0               | 1               | 1               |                    | -                  | -                  | -                  | -                  |             | 5           | 1           | 3           | 1           | 64     | 21     | 23     | 20     | 32,81      |                 |
| 1997-1998           | Reggina            | B                  | 38         | 13         | 14         | 11         | CI              | 4               | 1               | 1               | 2               | -                  | -                  | -                  | -                  | -                  | -           | -           | -           | -           | -           | 42     | 14     | 15     | 13     | 33,33      | 6°              |
| 1998-feb. 1999      | Vicenza            | A                  | 19         | 3          | 7          | 9          | CI              | 4               | 1               | 1               | 2               | -                  | -                  | -                  | -                  | -                  | -           | -           | -           | -           | -           | 23     | 4      | 8      | 11     | 17,39      | Eson.           |
| 1999-2000           | Reggina            | A                  | 34         | 9          | 13         | 12         | CI              | 8               | 4               | 3               | 1               | -                  | -                  | -                  | -                  | -                  | -           | -           | -           | -           | -           | 42     | 13     | 16     | 13     | 30,95      | 12°             |
| 2000-2001           | Reggina            | A                  | 34+2       | 10+1       | 7          | 17+1       | CI              | 2               | 0               | 0               | 2               | -                  | -                  | -                  | -                  | -                  | -           | -           | -           | -           | -           | 38     | 11     | 7      | 20     | 28,95      | 15º (retr.)     |
| 2001-2002           | Reggina            | B                  | 38         | 19         | 11         | 8          | CI              | 3               | 1               | 1               | 1               | -                  | -                  | -                  | -                  | -                  | -           | -           | -           | -           | -           | 41     | 20     | 12     | 9      | 48,78      | 3° (prom.)      |
| 2002-2003           | Napoli             | B                  | 28         | 7          | 11         | 10         | CI              | 3               | 1               | 1               | 1               | -                  | -                  | -                  | -                  | -                  | -           | -           | -           | -           | -           | 31     | 8      | 12     | 11     | 25,81      | Eson.,Sub. 16º  |
| ago.-nov. 2003      | Reggina            | A                  | 10         | 1          | 6          | 3          | CI              | 2               | 2               | 0               | 0               | -                  | -                  | -                  | -                  | -                  | -           | -           | -           | -           | -           | 12     | 3      | 6      | 3      | 25,00      | Eson.           |
| Totale Reggina      | Totale Reggina     | Totale Reggina     | 154+2      | 52+1       | 51         | 51+1       |                 | 19              | 8               | 5               | 6               |                    | -                  | -                  | -                  | -                  |             | -           | -           | -           | -           | 175    | 61     | 56     | 58     | 34,86      |                 |
| 2004-gen. 2005      | Livorno            | A                  | 18         | 5          | 5          | 8          | CI              | 5               | 3               | 1               | 1               | -                  | -                  | -                  | -                  | -                  | -           | -           | -           | -           | -           | 23     | 8      | 6      | 9      | 34,78      | Eson.           |
| ott. 2005-2006      | Avellino           | B                  | 35+2       | 11+1       | 11         | 13+1       | -               | -               | -               | -               | -               | -                  | -                  | -                  | -                  | -                  | -           | -           | -           | -           | -           | 37     | 12     | 11     | 14     | 32,43      | Sub.15º (retr.) |
| dic. 2006-feb. 2007 | Cagliari           | A                  | 8          | 2          | 1          | 5          | -               | -               | -               | -               | -               | -                  | -                  | -                  | -                  | -                  | -           | -           | -           | -           | -           | 8      | 2      | 1      | 5      | 25,00      | Sub., eson.     |
| ago.-ott. 2007      | Verona             | C1                 | 7          | 0          | 2          | 5          | CI-C            | 4               | 2               | 2               | 0               | -                  | -                  | -                  | -                  | -                  | -           | -           | -           | -           | -           | 11     | 2      | 4      | 5      | 18,18      | Eson.           |
| dic. 2008-2009      | Ascoli             | B                  | 25         | 12         | 4          | 9          | -               | -               | -               | -               | -               | -                  | -                  | -                  | -                  | -                  | -           | -           | -           | -           | -           | 25     | 12     | 4      | 9      | 48,00      | Sub.16º         |
| ott. 2009-2010      | Bologna            | A                  | 30         | 9          | 9          | 12         | -               | -               | -               | -               | -               | -                  | -                  | -                  | -                  | -                  | -           | -           | -           | -           | -           | 30     | 9      | 9      | 12     | 30,00      | Sub.17º         |
| apr.-mag. 2011      | Parma              | A                  | 7          | 4          | 2          | 1          | -               | -               | -               | -               | -               | -                  | -                  | -                  | -                  | -                  | -           | -           | -           | -           | -           | 7      | 4      | 2      | 1      | 57,14      | Sub.12º         |
| 2011-gen. 2012      | Parma              | A                  | 17         | 5          | 4          | 8          | CI              | 2               | 1               | 0               | 1               | -                  | -                  | -                  | -                  | -                  | -           | -           | -           | -           | -           | 19     | 6      | 4      | 9      | 31,58      | Eson.           |
| Totale Parma        | Totale Parma       | Totale Parma       | 24         | 9          | 6          | 9          |                 | 2               | 1               | 0               | 1               |                    | -                  | -                  | -                  | -                  |             | -           | -           | -           | -           | 26     | 10     | 6      | 10     | 38,46      |                 |
| dic. 2012-mar. 2013 | Padova             | B                  | 13         | 3          | 5          | 5          | -               | -               | -               | -               | -               | -                  | -                  | -                  | -                  | -                  | -           | -           | -           | -           | -           | 13     | 3      | 5      | 5      | 23,08      | Sub., eson.     |
| 2014                | Pune City          | ISL                | 14         | 4          | 4          | 6          | -               | -               | -               | -               | -               | -                  | -                  | -                  | -                  | -                  | -           | -           | -           | -           | -           | 14     | 4      | 4      | 6      | 28,57      | 6°              |
| mar.-apr. 2016      | Livorno            | B                  | 4          | 0          | 0          | 4          | -               | -               | -               | -               | -               | -                  | -                  | -                  | -                  | -                  | -           | -           | -           | -           | -           | 4      | 0      | 0      | 4      | &0,00      | Sub., eson.     |
| Totale Livorno      | Totale Livorno     | Totale Livorno     | 22         | 5          | 5          | 12         |                 | 5               | 3               | 1               | 1               |                    | -                  | -                  | -                  | -                  |             | -           | -           | -           | -           | 27     | 8      | 6      | 13     | 29,63      |                 |
| Totale carriera     | Totale carriera    | Totale carriera    | 504+6      | 164+2      | 167+2      | 173+2      |                 | 49              | 19              | 14              | 16              |                    | -                  | -                  | -                  | -                  |             | 5           | 1           | 3           | 1           | 564    | 186    | 186    | 192    | 32,98      |                 |

## Palmarès

### Giocatore
- Coppa Italia: 1

Bologna: 1973-1974
- Torneo Estivo del 1986: 1

Avellino
- Campionato italiano Serie C1: 1

Modena: 1989-1990